# Andrea Boscoli
Pour les articles homonymes, voir Boscoli.
Andrea Boscoli (Florence, v. 1560 - Rome, 1607) est un peintre italien de l'école florentine.

## Biographie
Élève de Santi di Tito autour de 1575, il l'imite si bien que beaucoup de ses œuvres lui furent attribuées.
Ses premières œuvres connues sont deux plats circulaires en argent d'un Triomphe de Bacchus (Weimar) et un Silène (galerie des Offices), datés de 1582.
Vers les années 1580, il accomplit un voyage d'études à Rome, comme en témoignent des dessins à la plume et des aquarelles de statues anciennes et d'œuvres de Polidoro da Caravaggio. Lui sont attribuées, de cette époque, les toiles de Il trionfo di Mardocheo (County Museum de Los Angeles) et des Nozze di Cana (Uffizi), où les figures rappellent Santi di Tito et le goût des détails précieux du cercle maniériste des peintres médicéens.
Rentré à Florence, il peint en 1587, les fresques de l'église San Pier Maggiore de Florence, et un Martyre de saint Barthélémy avec ses couleurs transparentes et ses ombres colorées, dans le cloître de la confrérie de San Pierino.
De 1592-1593, les fresques de la Villa di Corliano ai Bagni di Pisa (Thermes Saint Julien) lui sont commanditées par la famille della Seta Gaetani Bocca.
En 1593, il peint l'Annonciation de l'église du Carmel de Pise et les fresques, partiellement détruites en 1944, dans église de San Matteo ; pendant ce séjour il dessine dans le Camposanto de Pise quelques-unes des fresques de Benozzo Gozzoli ; certains de ses travaux, tirés des œuvres de Le Corrège, de Gambara, de Titien et de Muziano, témoignent de ses voyages à Parme, à Gênes, à Venise et à Reggio d'Émilie.
En 1596, il peint le Miracle de saint Nicolas dans l'église florentine San Lorenzo et la Visitation dans celle de Sant'Ambrogio, qui rappelle le retable éponyme du Pontormo à Carignano, traduite en version de la Contre-Réforme, par la dévotion appuyée des personnages.
Vers 1600, il œuvre dans les Marches où il a la mésaventure d'être accusé d'espionnage et emprisonné ; dans le monastère de San Luca di Fabriano il produit ses chefs-d'œuvre, une Annonciation, une Madone et des saints, une Nativité conservées aujourd'hui à la pinacothèque locale, il peint à fresque la voûte du Brefotrofio. Dans la tradition maniériste de la région issue de Taddeo et Federico Zuccari et Federico Barocci, son art devient une peinture composée et harmonieuse par la richesse de sa lumière et de sa couleur.
Suivent la Circoncision du Duomo de Fermo, les fresques (détruites) de l'église Santa Maria Piccinina, la Madone et les saints conservée à la Pinacothèque de Macerata et la Crucifixion de la paroisse de Carassai, qui rappelle le pathétisme maniériste d'Andrea Lilio.
Il retourne à Florence en 1606 et meurt au début de 1607.

## Œuvres
- Il trionfo di Mardocheo (Le Triomphe de Mardochée), Musée d'art du comté de Los Angeles
- Le nozze di Cana (Les Noces de Cana), 1580-1585, huile sur toile, 127 × 191 cm, musée des Offices, Florence. Aurait eu pour pendant, dans la Villa di Poggio Imperiale (inventaire), un Dîner dans la maison du pharisien[3].
- Martirio di San Bartomeo (Martyre de Saint-Barthélemy) , Florence, Galerie florentine, fresque transférée sur toile, (1587)
- Naissance de la Vierge - Pyrame et Thisbé - Saint Sébastien, huile sur toile, 45 × 26 cm, musée des Offices, Florence
- Convito degli Dei (Banquet des Dieux), villa di Corliano (1592), Pise
- Annunciazione (Annonciation), chiesa del Carmine, (1593), Pise
- San Francesco in estasi (L'Extase de saint François), Pise, Museo Nazionale di San Matteo (Pise),
- Il miracolo di San Nicola (Le Miracle de saint Nicolas), Florence, chiesa di San Lorenzo alle Rose (1596)
- Visitazione (La Visitation), Florence, chiesa di San Ambrogio (1596)
- Annunciazione (Annonciation) - Natività (Nativité) et Madonna e santi (Vierge à l'enfant et des saints), pinacothèque de Fabriano
- La Madonna con la cintola e i santi Tommaso, Lorenzo e Francesco (Madone à la ceinture avec les saints Thomas, Laurent et François) , pinacothèque de Macerata (1604)
- Crocefissione (Crucifixion) paroisse de Carassai
- Scène mythologique autour de la statue de Diane d’Éphèse, plume et encre brune, lavis brun sur tracé à la pierre noire, H. 0,143 ; L. 0,132 m, Beaux-Arts de Paris[4]. Ce dessin fait partie d'une trentaine de copies de Boscoli d'après les façades romaines de Polidoro da Caravaggio, dont dix du Palazzo Gaddi sont aujourd'hui conservées. Le dessin des Beaux-Arts relève plutôt du second séjour romain de l'artiste, entre 1606 et 1608. Il représente une scène mythologique autour de la statue de Diane d’Éphèse, symbole de fertilité reconnaissable à ses multiples seins[5].

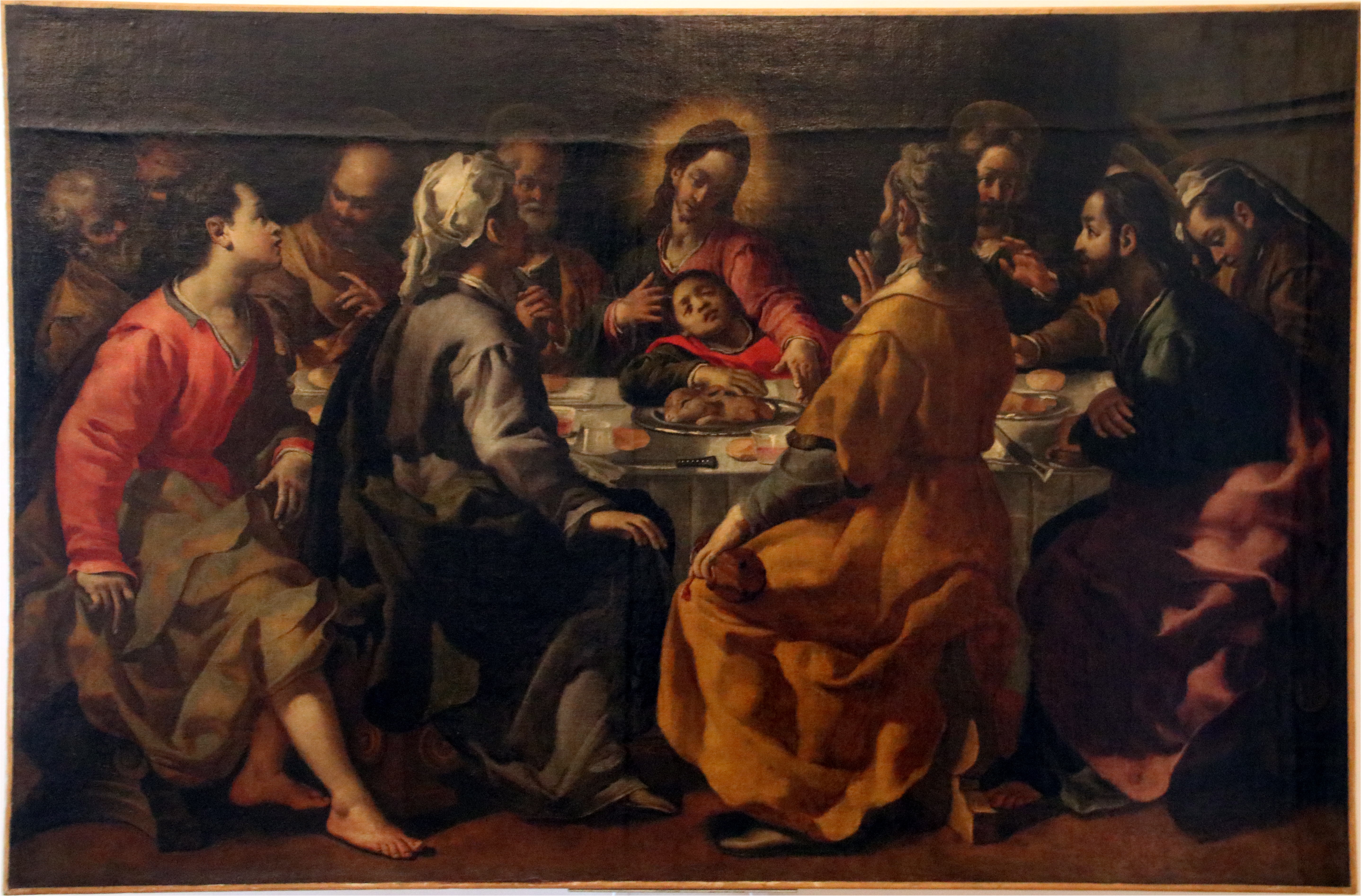
La Cène, Galleria nazionale delle Marche, Urbino
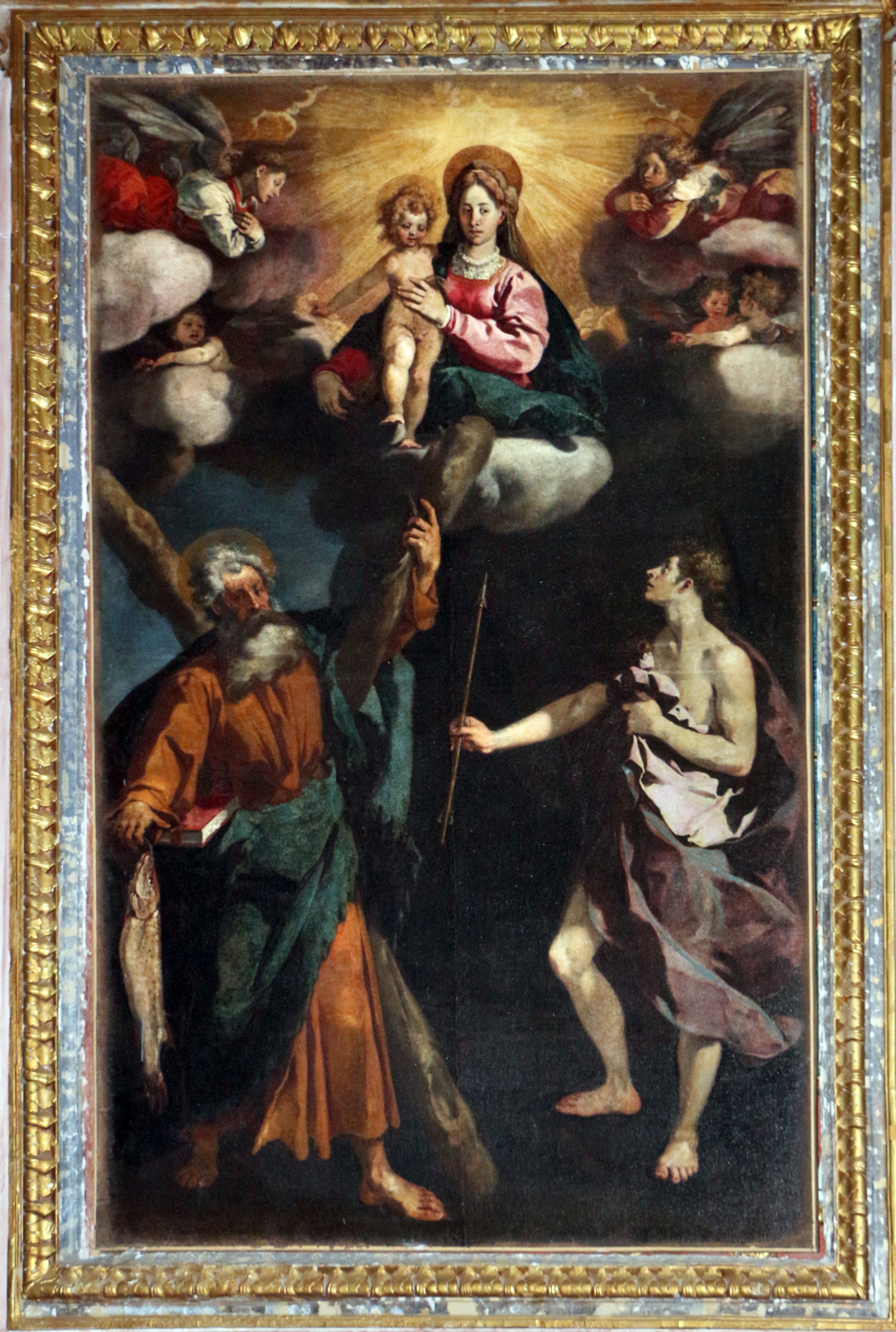
MAdonne en Gloire avec saint André et saint Sébastien, Eglise San Giuliano, Macerata
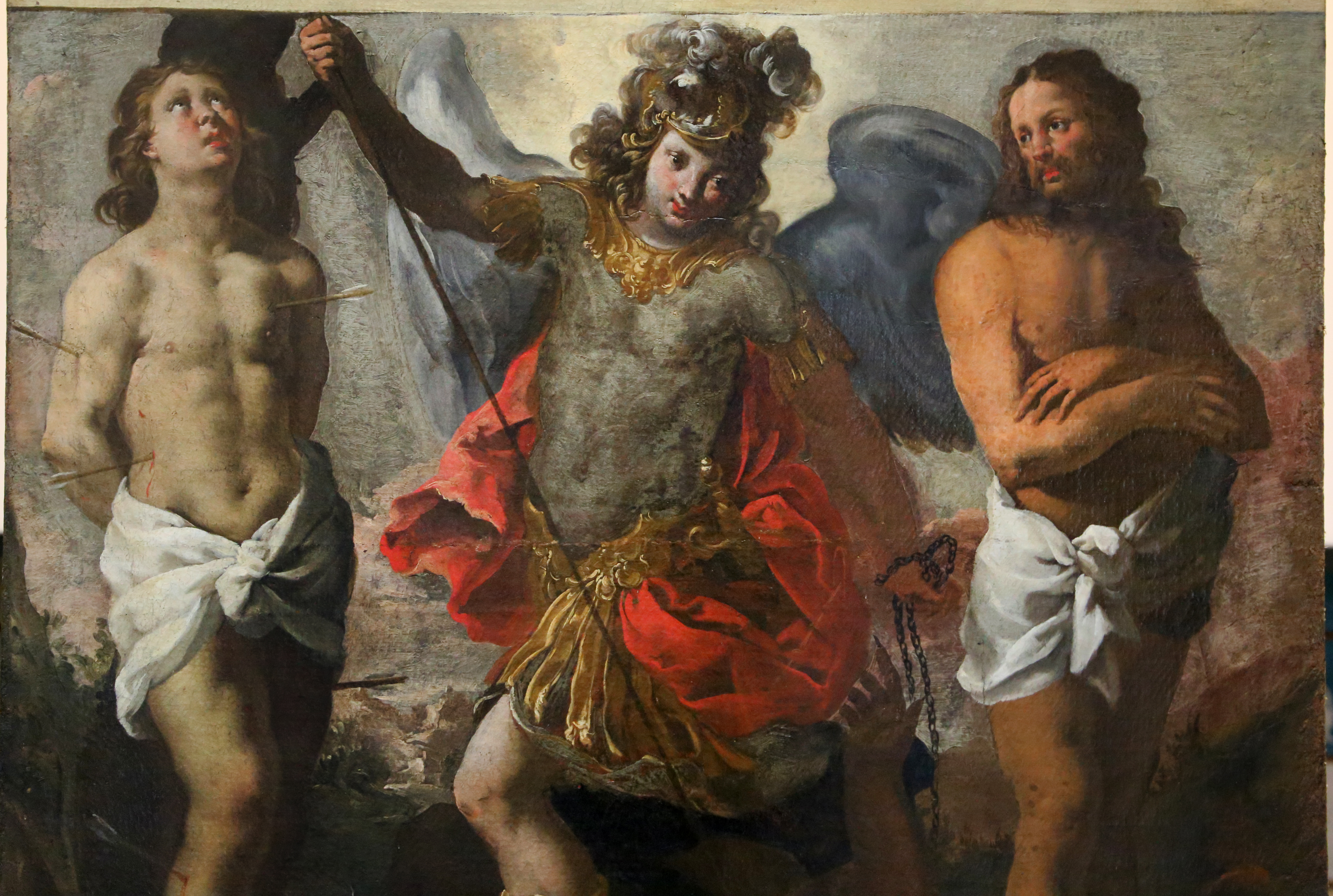
Le sacré et le profane (détail), musée diocésain de Faenza
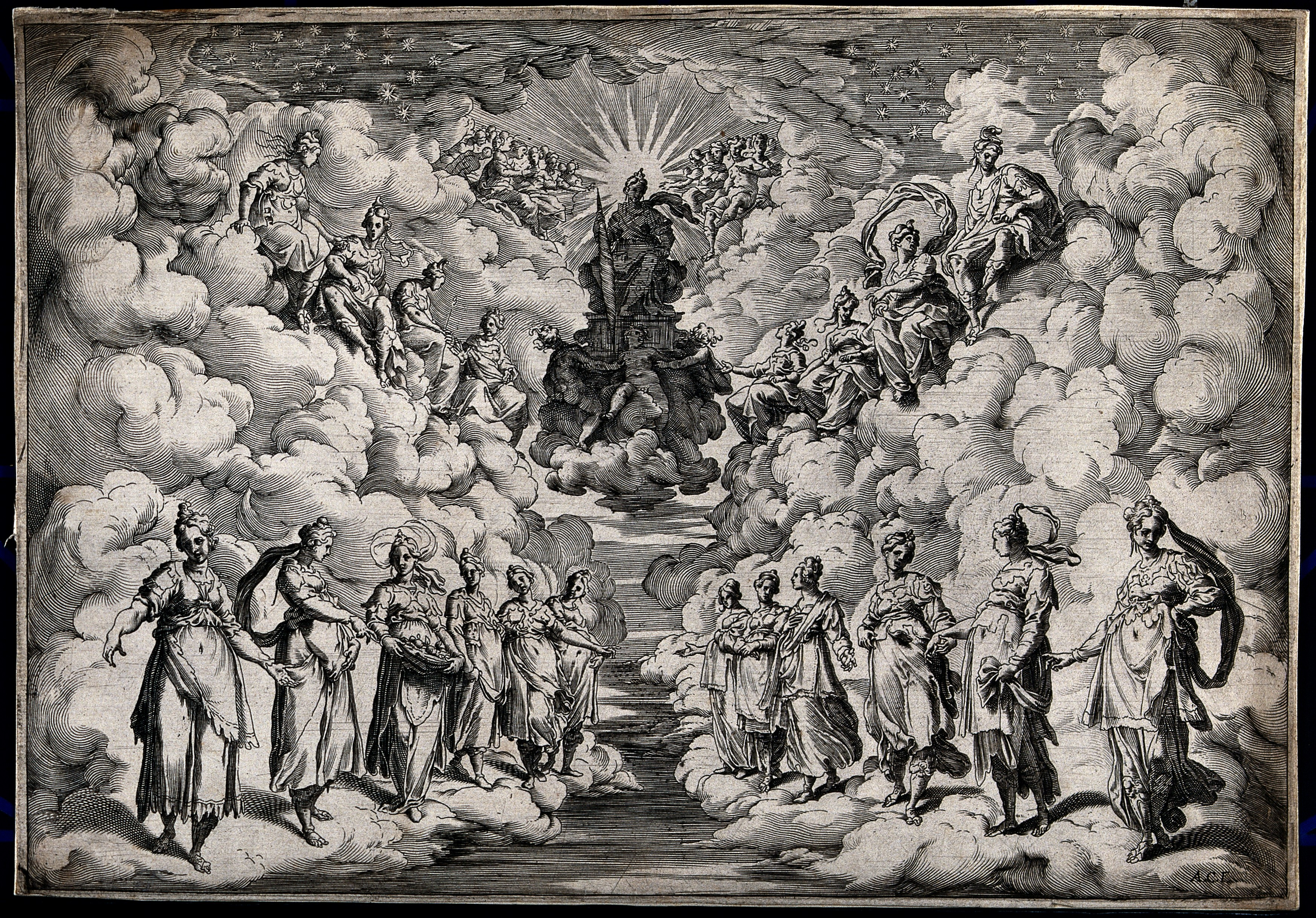
l’Harmonie des sphères, Gravure de Agostino Carracci d’après Boscoli